# Palacio del Duque de Granada de Ega
El palacio del Duque de Granada de Ega es un edificio palaciego del siglo XIX situado en la cuesta de Santo Domingo de Madrid (España). Su terraza y jardín dan a la calle de la Bola.

## Historia y descripción
Fue construido a partir de un proyecto de 1851 del arquitecto Matías Laviña Blasco por encargo del VI duque de Granada de Ega. Posteriormente fue ampliado en altura. Entre 1985 y 1987 fue rehabilitado y reformado para su uso como hotel por Carlos Malibrán Vieytez y Raúl Eduardo Salata (denominado hotel Tryp Ambassador). Los decorados interiores se perdieron y solo se conservó la fachada.
Durante 2015 experimentó una nueva reforma que costó 30 millones de euros y reabrió como «Gran Meliá Palacio de los Duques». Este hotel de cinco estrellas fue inaugurado el 1 de diciembre de 2016. El hotel, que pertenece al grupo The Leading Hotels of the World, presenta nueve reproducciones de cuadros de Diego Velázquez. En la parte superior cuenta con piscina y solárium. Alberga tres restaurantes Coroa, Montmartre y Dos Cielos Madrid, este último regentado por Sergio y Javier Torres (conocidos como los «hermanos Torres»).
Tal y como lo describe Pedro Navascués, presenta «fachada de trazas clásicas con profusión de recursos arquitectónicos de inspiración italiana, como las molduras que guarnecen las ventanas y la utilización del denominado "cemento romano" para los lienzos de las fachadas». Sobre la cornisa surgen pequeñas torres en las esquinas.

## Para más información
- López Otero, Modesto (noviembre de 1948). «Don Matías Laviña Blasco (1786-1868)». Revista Nacional de Arquitectura (83): 466.